# Østrigs håndboldforbund
Østrigs håndboldforbund (tysk: Österreichischer Handballbund) (ÖHB) er det østrigske håndboldforbund. Forbundets hovedkvarter ligger i Wien. Forbundet er medlem af det europæiske håndboldforbund, European Handball Federation (EHF) og det internationale håndboldforbund, International Handball Federation (IHF). Forbundet har ansvaret for herrelandsholdet og damelandsholdet, samt juniorlandsholdene og beachlandsholdene.